# Écosse-Roumanie en rugby à XV
Cet article retrace les confrontations entre l'équipe d'Écosse de rugby à XV et l'équipe de Roumanie de rugby à XV. Les deux équipes se sont affrontées à douze reprises dont trois fois en Coupe du monde. Les Écossais ont remporté onze victoires contre deux pour les Roumains.

## Historique
La Roumanie a joué la plupart de ces matchs contre l'Ecosse à l'époque où le rugby roumain était déjà en déclin sur la scène internationale, d'où les nombreuses victoires écossaises sans appel.
Pourtant deux exploits de la Roumanie sont a relever pendant le XXe siècle, dont celui particulièrement retentissant de 1984 où la Roumanie bat à Bucarest une équipe d'Ecosse qui vient de gagner le 2e Grand Chelem de son histoire.

## Les confrontations
| No | Date              | Lieu                                        | Match             | Score   | Compétition              |
| -- | ----------------- | ------------------------------------------- | ----------------- | ------- | ------------------------ |
| 1  | 26 septembre 1981 | Murrayfield, Édimbourg — Écosse             | Écosse – Roumanie | 12 – 6  | test match               |
| 2  | 12 mai 1984       | Stade Dinamo, Bucarest — Roumanie           | Roumanie – Écosse | 28 – 22 | test match               |
| 3  | 29 mars 1986      | Stade Dinamo, Bucarest — Roumanie           | Roumanie – Écosse | 18 – 33 | test match               |
| 4  | 2 juin 1987       | Carisbrook, Dunedin — Nouvelle-Zélande      | Écosse – Roumanie | 55 – 28 | Coupe du monde (Poule D) |
| 5  | 9 décembre 1989   | Murrayfield, Édimbourg — Écosse             | Écosse – Roumanie | 32 – 0  | test match               |
| 6  | 31 août 1991      | Stade Dinamo, Bucarest — Roumanie           | Roumanie – Écosse | 18 – 12 | test match               |
| 7  | 22 avril 1995     | Murrayfield, Édimbourg — Écosse             | Écosse – Roumanie | 49 – 16 | test match               |
| 8  | 28 août 1999      | Hampden Park, Glasgow — Écosse              | Écosse – Roumanie | 60 – 19 | test match               |
| 9  | 9 novembre 2002   | Murrayfield, Édimbourg — Écosse             | Écosse – Roumanie | 37 – 10 | test match               |
| 10 | 5 juin 2005       | Stade Dinamo, Bucarest — Roumanie           | Roumanie – Écosse | 19 – 39 | test-match               |
| 11 | 11 novembre 2006  | Murrayfield, Édimbourg — Écosse             | Écosse – Roumanie | 48 – 6  | test match               |
| 12 | 18 septembre 2007 | Murrayfield, Édimbourg — Écosse             | Écosse – Roumanie | 42 – 0  | Coupe du monde (Poule C) |
| 13 | 10 septembre 2011 | Rugby Park, Invercargill — Nouvelle-Zélande | Écosse – Roumanie | 34 – 24 | Coupe du monde (Poule B) |

## Statistiques
|                                   | Écosse                       | Roumanie                        |
| --------------------------------- | ---------------------------- | ------------------------------- |
| Victoires                         | 11                           | 2                               |
| Nuls                              | 0                            | 0                               |
| Points                            | 475                          | 192                             |
| Essais                            | 23                           | 3                               |
| Meilleur réalisateur au total     | Chris Paterson (31 pts)      | Dănuț Dumbravă (14 pts)         |
| Meilleur réalisateur sur un match | Phil Godman (18 pts en 2006) | Dănuț Dumbravă (14 pts en 2005) |